# Ctenotus militaris
Ctenotus militaris este o specie de șopârle din genul Ctenotus, familia Scincidae, descrisă de Storr 1975. Conform Catalogue of Life specia Ctenotus militaris nu are subspecii cunoscute.